# Judburra-Nationalpark
Der  Judburra-Nationalpark (früher Gregory-Nationalpark) ist mit fast 13.000 km² der zweitgrößte Nationalpark des Northern Territory, Australien. Er befindet sich in der Übergangszone zwischen tropischem und semiaridem Klima.

## Lage
Der Park liegt etwa 200 km südwestlich von Katherine. Von hier gelangt man über den Victoria Highway zunächst in den kleineren Teil des Parks, die sogenannte Victoria-River-Sektion mit Zugang zum gleichnamigen Fluss, dem Victoria River. Weiter westlich befindet sich dann der deutlich größere Teil des Parks, die sogenannte Bullita-Sektion. Der Nordteil ist vom Victoria Highway und vom Buchanan Highway erreichbar, der südlichere über den Buntine Highway. Alle Tracks im Nationalpark können nur mit Allradfahrzeugen befahren werden.

## Geschichte

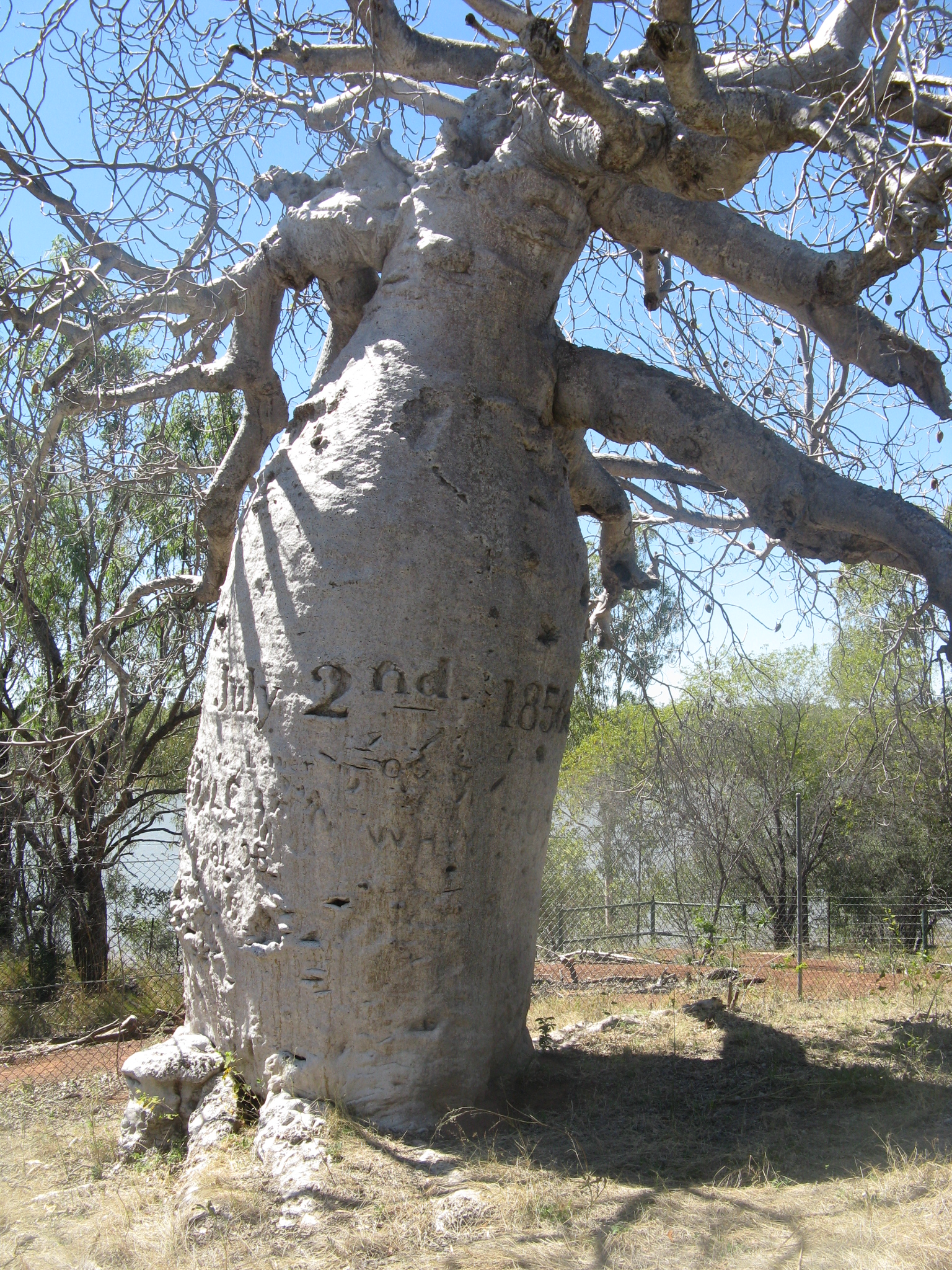
Gregory’s Tree

Der Park wurde nach Augustus Charles Gregory benannt, der in den Jahren 1855/56 die erste Expedition in diese Gegend führte. In der Nähe seines Basis-Camps am Victoria River ca. 20 km westlich von Timber Creek hat er das Datum 2. Juli 1856 in einen Boab-Baum geritzt, den man noch heute als Gregory’s Tree bestaunen kann. Im Park befinden sich heilige Stätten der Aborigines, vor allem der Gruppen Wardaman, Ngariman und Ngaliwurri, die diese Gegend seit Jahrtausenden besiedeln. Aus der Neuzeit stammen Spuren der ersten Siedler, die sich hier um 1880 niederließen, um Viehzucht zu betrieben, darunter die alte Bullita Outstation. 1990 wurde der Nationalpark gegründet.

## Tierwelt
Im Park kommen verschieden seltene und gefährdete Tier- und Pflanzenarten vor. Es handelt sich dabei um die Vogelarten Emu, Wammentrappe, Rotbrillentaube, die Neuhollandeule, den Purpurkopf-Staffelschwanz und die Gouldamadine sowie die Reptilienarten Mertens-Wasserwaran und Arguswaran.
In den Gewässern kommen die Fischarten Leichhardts Sägerochen und Scortum neili vor. Besonders bedroht ist die in Australien endemische Schneckenart Mesodontrachia fitzroyana.